# Guido Reiner
Guido Reiner SJ (* 16. August 1925 in Dresden; † 7. April 2020 in Vanves) war ein französischer römisch-katholischer Geistlicher, Jesuit und Germanist.

## Leben und Werk
Guido André Walter Reiner wuchs in Dresden als Sohn eines ungarischen Vaters und einer deutschen Mutter auf. Als er 12 Jahre alt war, verließen seine Eltern Nazideutschland und gingen nach Marseille. Mit einem Stipendium besuchte er dort das seit 1873 bestehende Jesuitenkolleg und trat am 5. November 1945 in die Gesellschaft Jesu ein. 1958 wurde er zum Priester geweiht. 1964 legte er die letzten Ordensgelübde ab. Daneben war er als Deutschlehrer an Privatschulen tätig. Von 1967 bis 1990 unterrichtete er am Germanistischen Institut der Sorbonne und arbeitete gleichzeitig an einer Thèse über Ernst Wiechert (unter der Leitung von Jean-Marie Valentin), die er 1991 verteidigte. Daneben bot er 14 Jahre lang ein Seminar an der École polytechnique an und versah Priesterdienst in verschiedenen Pfarreien, darunter 7 Jahre lang im Benediktinerinnenkloster Limon. Ab 2017 lebte er in einem Altersheim in Vanves. Dort starb er 2020 im Alter von 94 Jahren.
1987 erhielt er den Ernst-Wiechert-Preis. Von 1989 bis 1996 war er Erster Vorsitzender der Internationalen Ernst-Wiechert-Gesellschaft.

## Werke
- Ernst Wiechert Bibliographie. G. Reiner, Paris.
  - 1. Werke, Übersetzungen, Monographien und Dissertationen mit kritisch-analytischen Kurzbesprechungen. 1972.
  - 2. Ernst Wiechert im Dritten Reich. Eine Dokumentation, mit einem Verzeichnis der Ernst-Wiechert-Manuskripte im Haus Königsberg. 1974.
  - 3. Ernst Wiechert im Urteil seiner Zeit. Literaturkritische Pressestimmen, 1922–1975, mit Nachtrag und Berichtigungen zur Ernst-Wiechert-Bibliographie 1. Teil. 1976.
  - 4. Ernst Wiechert im Wandel der Zeiten. Literaturkritische Beiträge, 1920–1980. 1982.
- (Hrsg.) Ernst Wiechert: Missa sine nomine. Calmann-Lévy, Paris 1989. (übersetzt von Jacques Martin)
- (Hrsg. mit Klaus Weigelt) Ernst Wiechert heute. R. G. Fischer, Frankfurt am Main 1993. (Schriften der Internationalen Ernst-Wiechert-Gesellschaft 1)